# Order Nowej Zelandii
Order Nowej Zelandii (ang. Order of New Zealand, skr. ONZ) – najwyższy order w nowozelandzkim systemie odznaczeń królewskich, stworzony w celu uznania wybitnych zasług dla Korony i narodu Nowej Zelandii, o charakterze cywilnym lub wojskowym, ustanowiony 6 lutego 1987 i wzorowany jest na brytyjskich Orderze Zasługi i Orderze Towarzyszy Honoru.

## Charakterystyka
Order składa się z suwerena oraz członków zwyczajnych, dodatkowych i honorowych. Liczba członków zwyczajnych jest ograniczona do 20. Dodatkowi członkowie mogą być powoływani z okazji upamiętnienia ważnych uroczystości królewskich, państwowych lub narodowych – takie nominacje miały miejsce w 1990 z okazji 150. rocznicy Traktatu Waitangi, w 2002 z okazji Złotego Jubileuszu Królowej, w 2007 roku z okazji 20-lecia ustanowienia Orderu, w 2012 z okazji Diamentowego Jubileuszu Królowej oraz w 2022 z okazji Platynowego Jubileuszu Królowej. Członkostwo honorowe przysługuje obywatelom państw, których panujący brytyjski monarcha nie jest głową państwa.  
Odznaczeni mają prawo do skrótów literowych umieszczanych po nazwisku – „ONZ”.
Order przyznawany jest przez monarchę za radą nowozelandzkiego premiera, a administrowany przez sekretarza i urzędnika rady wykonawczej.
W nowozelandzkim systemie odznaczeniowym Order Nowej Zelandii noszony jest po Orderze Zasługi, a przed Odznaką Baroneta.

## Wygląd
Insygnia składają się z owalnego medalionu z herbem Nowej Zelandii, wykonanego ze złota i emaliowanego na kolorowo, noszonego na wstędze czerwonej z białymi paskami wzdłuż krawędzi, wieszanej na szyi w przypadku mężczyzn lub wiązanej w kokardę na lewym ramieniu w przypadku kobiet.